# Attilio Redolfi
Attilio Redolfi, né le 8 septembre 1923 à Aviano, dans la province de Pordenone, dans la région du Frioul-Vénétie Julienne et mort le 15 juin 1997 à Draguignan, est un coureur cycliste italien, naturalisé français en 1949.

## Biographie
Professionnel de 1947 à 1957, Attilio Redolfi a notamment remporté le Tour de l'Ouest et le Tour du Maroc. Il s'était reconverti dans un grand magasin de deux roues à Savigny-sur-Orge, rendez-vous de tous les amateurs de cyclisme des environs.

## Palmarès

### Palmarès amateur
- 1945
  - 2e de Paris-Ézy
- 1946
  - Paris-Gien
  - Paris-Briare

### Palmarès professionnel
- 1947
  - Tour de Lorraine :
    - Classement général
    - 1re étape

  - 2e étape du Circuit pyrénéen
- 1948
  - Grand Prix d'Espéraza
  - 1re étape du Tour du Portugal (contre-la-montre)
  - 2e du Prix Wambst-Lacquehay (avec Émile Bruneau)
- 1949
  - Grand Prix de Marmande
  - 2e du Grand Prix d'Aix-en-Provence
  - 2e du Grand Prix d'Issoire
  - 3e des Boucles de la Seine
  - 3e du Tour de Haute-Savoie
  - 3e du championnat de France sur route
- 1950
  - Tour de l'Ouest
  - 1re étape du Grand Prix de Marmande
  - 3e de Paris-Limoges
- 1951
  - 1re étape du Tour d'Algérie
  - Tour du Maroc :
    - Classement général
    - 1re étape

  - Boucles de la Seine
  - Paris-Saint-Étienne
  - 1re étape du Critérium du Dauphiné libéré
  - 2e du Circuit de la Vienne
  - 3e du Grand Prix des Alliés
  - 3e du Trophée du Journal d'Alger
  - 3e du Tour des Flandres
  - 3e de Paris-Tours
- 1952
  - 11e étape du Tour d'Afrique du Nord
  - 2e du Circuit de l'Indre
  - 5e du Tour des Flandres
  - 9e de Paris-Tours
- 1953
  - 2e du Tour de la Manche
  - 2e de Paris-Limoges
  - 6e du Tour des Flandres
- 1954
  - 2eb étape du Critérium du Dauphiné libéré (contre-la-montre par équipes)
  - 2e du Tour de Haute-Savoie
  - 2e du Tour du Loiret
  - 3e du Tour de Picardie
  - 3e de Bourg-Genève-Bourg
  - 5e de Paris-Bruxelles
- 1955
  - 3e du Tour de Haute-Savoie
  - 8e de Paris-Bruxelles
- 1956
  - 3e de Paris-Camembert

## Résultats sur les grands tours

### Tour de France
5 participations
- 1949 : abandon (5e étape)
- 1950 : 20e
- 1951 : abandon (10e étape)
- 1953 : abandon (14e étape)
- 1954 : abandon (14e étape)

### Tour d'Italie
1 participation
- 1956 : éliminé (16e étape)